# ميلوش بابيتش
ميلوش بابيتش (بالسيريلية الصربية: Милош Бабић) مواليد 23 نوفمبر 1968 في كرالييفو، جمهورية صربيا الاشتراكية هو لاعب كرة سلة صربي معتزل. بدأ مسيرته الاحترافية في سنة 1990. تم اختياره من قبل فريق فينيكس صنز خلال الدرافت. يبلغ طوله 7 قدم 0 بوصة (2.1 م). اعتزل اللعب في 2002.

## المسيرة الاحترافية
لعب مع كليفلاند كافالييرز في موسم 1990–1991، ثم لعب مع ميامي هيت في سنة 1991، ثم لعب مع بينارول دي مار ديل بلاتا في الدوري الأرجنتيني في موسم 1991–1992، ثم لعب مع إيه إي كي في موسم 1992–1993، ثم لعب مع زالغيريس لكرة السلة في موسم 1995–1996، ثم لعب مع ساكالي في سنة 1996، ثم لعب مع بالونكيستو فوينلابرادا في الدوري الإسباني في سنة 1996.

## روابط خارجية
- ميلوش بابيتش على موقع إن بي أي (الإنجليزية)
- ميلوش بابيتش على موقع سبورتس رفرنس (الإنجليزية)
- ميلوش بابيتش على موقع الدوري الإسباني لكرة السلة (الإسبانية)
- ميلوش بابيتش على موقع كرة السلة الأوروبية.كوم (الإنجليزية)
- ميلوش بابيتش على موقع إي إس بي إن.كوم (الإنجليزية)
- ميلوش بابيتش على موقع كلية كرة السلة في سبورتس رفرنس.كوم (الإنجليزية)
- ميلوش بابيتش على موقع ريلجم (الإنجليزية)
- ميلوش بابيتش على موقع بروبوليرز (الإنجليزية)
- ميلوش بابيتش على موقع سبورتس رفرنس (الإنجليزية)